# Journey (álbum de Colin Blunstone)
Journey es el tercer álbum de estudio del cantautor inglés Colin Blunstone, lanzado en dos ediciones con diferentes portadas y listas de canciones. Originalmente, Journey estaba programado para su lanzamiento el 8 de marzo de 1974 por CBS Records, sin embargo, se retrasó hasta el 29 de marzo de 1974 debido a Three-Day Week, una de varias medidas introducidas en el Reino Unido en 1973–1974 por el gobierno conservador de Edward Heath para conservar electricidad.

## Grabación y producción
Producido por Chris White, Journey se grabó en Abbey Road Studios, en Londres, Inglaterra, por los ingeniero de audio Peter Brown y Peter Vince.

### Edición de Estados Unidos y Canadá
La edición de Norteamérica de Journey – con un diseño de portada diferente – agregó «You Who Are Lonely» e «It's Magical», en lugar de las pistas «Beware» y «Brother Lover». Ambas canciones fueron grabadas en CBS Studios, en Londres, Inglaterra, por el ingeniero de audio Mike Ross.

## Recepción de la crítica
Peter Harvey de Record & Radio Mirror indicó: “Este álbum parece continuar donde dejó Ennismore y luego avanza hacia una dirección más roquera. Lástima que las canciones de ritmo acelerado carezcan de un impacto real y también obliguen a los hermosos y delicados tonos de Blundstone a un bostezo agudo. Es en las [canciones] lentas donde se muestra su encanto”. Un escritor no especificado de Record World escribió: “El ex Zombie de dulce voz se desliza suavemente sobre las pistas bien producidas”. Un escritor no especificado de la revista Cash Box declaró: “En este trabajo, Colin profundiza en los conceptos que exploró en su trabajo anterior, agregando una serie de nuevas dimensiones significativas a su estilo ya cautivador... Como de costumbre, Blunstone ha colocado cuidadosamente todas las piezas en los lugares correctos”.

## Lista de canciones

### LP: Epic / EPC 65805 (UK)
| Lado uno |                                  |                        |          |  |
| N.º      | Título                           | Escritor(es)           | Duración |  |
| 1.       | «Wonderful»                      | Rod Argent Chris White | 5:00     |  |
| 2.       | «Beginning»                      | Colin Blunstone        | 1:23     |  |
| 3.       | «Keep the Curtains Closed Today» | Blunstone              | 3:15     |  |
| 4.       | «Weak for You»                   | Pete Wingfield         | 5:25     |  |
| 5.       | «Beware»                         | Argent White           | 3:30     |  |
| 6.       | «Smooth Operation»               | Wingfield              | 4:00     |  |

| Lado dos |                                       |                           |          |  |
| N.º      | Título                                | Escritor(es)              | Duración |  |
| 1.       | «This Is Your Captain Calling»        | Gary Osborne Richard Kerr | 4:20     |  |
| 2.       | «Something Happens When You Touch Me» | Blunstone Kerr            | 3:55     |  |
| 3.       | «Setting Yourself Up»                 | Blunstone                 | 3:22     |  |
| 4.       | «Brother Lover»                       | Blunstone Kerr            | 3:44     |  |
| 5.       | «Shadow of a Doubt»                   | Wingfield                 | 3:41     |  |

### LP: Epic / KE 32962 (US)
| Lado uno |                                  |              |          |  |
| N.º      | Título                           | Escritor(es) | Duración |  |
| 1.       | «Wonderful»                      | Argent White | 5:03     |  |
| 2.       | «Beginning»                      | Blunstone    | 1:21     |  |
| 3.       | «Keep the Curtains Closed Today» | Blunstone    | 3:16     |  |
| 4.       | «Weak for You»                   | Wingfield    | 5:20     |  |
| 5.       | «Smooth Operation»               | Wingfield    | 4:00     |  |
| 6.       | «You Who Are Lonely»             | Russ Ballard | 4:05     |  |

| Lado dos |                                       |                |          |  |
| N.º      | Título                                | Escritor(es)   | Duración |  |
| 1.       | «It's Magical»                        | Ballard        | 3:25     |  |
| 2.       | «Something Happens When You Touch Me» | Blunstone Kerr | 3:56     |  |
| 3.       | «Setting Yourself Up»                 | Blunstone      | 3:25     |  |
| 4.       | «Shadow of a Doubt»                   | Wingfield      | 3:45     |  |
| 5.       | «This Is Your Captain Calling»        | Osborne Kerr   | 4:17     |  |

## Créditos y personal
Créditos adaptados desde las notas de álbum de Journey.
Músicos
- Colin Blunstone – voces, guitarra acústica
- Derek Griffiths – guitarra eléctrica y acústica, coros
- Pete Wingfield – teclados, coros
- Terry Poole – bajo eléctrico
- Jim Toomey – batería, percusión
- Mike Cotton – trompa
- Nick Newell – trompa
- John Beecham – trompa
- Rod Argent – teclados en «Beware», sintetizador
- Duncan Browne – guitarra clásica
- Richard Kerr – piano en «This Is Your Captain Calling»
- Pip Williams – arreglos orquestales

Personal técnico
- Chris White – productor
- Rod Argent – productor en «Beware»
- Peter Brown – ingeniero de audio
- Peter Vince – ingeniero de audio
- Mark Vigars – ingeniero asistente
- Simon Cantwell – diseño de portada
- Roslav Szaybo – diseño de portada